# Ben 10
Ben 10 is een Amerikaanse animatieserie bedacht door "Man of Action" (een groep bestaande uit Duncan Rouleau, Joe Casey, Joe Kelly en Steven T. Seagle) en geproduceerd door Cartoon Network Studios. De pilotaflevering ging in première op 27 december 2005 als onderdeel van Cartoon Networks sneak peek. De serie bestaat uit 4 seizoenen.
In Nederland en Vlaanderen ging de serie van start op 4 september 2006. Het laatste seizoen werd uitgezonden in januari 2008 en de film Secret of the Omnitrix op 25 februari 2008. De laatste drie afleveringen werden eerder in Europa uitgezonden dan in Amerika.
De intromuziek werd geschreven door Andy Sturmer en ingezongen door Moxy.

## Plot
De show draait om de 10-jarige Ben Tennyson, zijn nichtje Gwen en hun grootvader Max. Aan het begin van hun kampeertocht voor de zomervakantie vindt Ben een buitenaardse capsule met daarin een vreemd horlogeachtig apparaat, dat zich meteen vasthecht aan zijn pols. Dit apparaat, genaamd de Omnitrix, stelt hem in staat om te veranderen in tien verschillende aliens, elk met andere krachten en vaardigheden (gelijk aan DC's "Dial H for Hero" stripserie). Hoewel Ben beseft dat hij deze vaardigheden moet gebruiken om anderen te helpen, deinst hij er niet voor terug de omnitrix af en toe ook te gebruiken voor een kwajongensstreek.
Het eerste seizoen van de serie draaide voornamelijk om de schurk Vilgax, een buitenaardse krijgsheer die het op de omnitrix heeft voorzien. In de finale van seizoen 1 vocht hij zelf met Ben, maar werd verslagen en kwam blijkbaar om in de ontploffing van zijn schip. Een subplot in dit seizoen is dat Ben moet leren de omnitrix verstandig te gebruiken, en de introductie van de schurk Kevin 11.
Het tweede seizoen bevatte niet echt een rode draad en had gewoon per aflevering een apart verhaal met een andere schurk. Wel werd er meer onthuld over Opa Max’ verleden. De hoofdvijand in dit seizoen was Kevin 11, een tiener die door toedoen van de Omnitrix is veranderd in een monster. In dit seizoen ontdekte Ben meer alienvormen op de Omnitrix. Een ander belangrijke gebeurtenis in dit seizoen is dat Ghostfreak, een van Bens originele 10 alienvormen, uit de Omnitrix ontsnapte en werd vernietigd.
In het derde seizoen kreeg de serie een grimmigere ondertoon. Dit seizoen bevatte een aantal verhaallijnen die uiteindelijk leidden tot de ontdekking dat Ghostfreak nog leeft en van plan is de aarde in duisternis te hullen. In de finale van het seizoen wordt hij definitief verslagen.
Seizoen 4 focust zich op de laatste dagen van Bens zomervakantie. De hoofdvijanden in dit seizoen zijn de Forever Knights. Deze verzamelen veel van Bens oude vijanden en spannen tegen hem samen.

## Personages
Ben 10 heeft een grote cast van personages en schurken, zowel menselijk als buitenaards. De meeste doen maar in 1 aflevering mee.
Ben Tennysoneen 10-jarige jongen die per ongeluk de omnitrix in handen krijgt.
Gwen TennysonBens nichtje, die in de serie een aanleg blijkt te hebben voor magie.
Max TennysonDe grootvader van Ben en Gwen. Hij was in het verleden een alienjager.
Vilgaxde primaire antagonist van de serie. Hij is een inktvis-achtige alien die de omnitrix voor eigen doeleinden wil hebben.

## Omnitrix
De Omnitrix (een combinatie van de Latijnse woorden omnis ("alle") en matrix ("register", "oorsprong")) is waar de hele serie om draait. Het is een klein apparaat dat zich vasthecht aan de pols van de gebruiker zoals een horloge. Eenmaal gehecht aan een pols kan de Omnitrix vrijwel niet meer worden verwijderd.
Midden in de Omnitrix zit een ring. Door op een knop aan de zijkant te drukken komt deze omhoog, waarna hij kan worden rondgedraaid. Bij dat ronddraaien verschijnt in de ring het silhouet van een alien. Door de ring weer naar beneden te duwen wordt het DNA van de gekozen alien vermengd met dat van de drager van de Omnitrix, en verandert die persoon zo in de alien naar keuze.
Onder normaal gebruik stelt de Omnitrix de gebruiker in staat om tijdelijk in één specifieke alien te veranderen; meestal voor 10 minuten. Daarna verandert de gebruiker terug in zijn/haar normale vorm en moet de Omnitrix eerst een tijdje herladen worden voordat een tweede transformatie kan worden uitgevoerd. De tijd die een herlading duurt is inconsequent: soms duurt het een paar minuten en soms bijna een uur.
De Omnitrix is niet helemaal perfect. Soms verandert hij de gebruiker in een andere alien dan de gekozen. Indien beschadigd of onder invloed van een virus kan hij ook verkeerd werken en vreemde mutaties veroorzaken in de aliengedaantes.
Er bestaan verschillende methodes om de normale tijdslimiet te verlengen, wat vaak enige technische kennis van het apparaat vergt. De Omnitrix heeft vier extra knoppen die werken als combinatieslot. Wanneer de juiste code wordt ingetoetst, kan de Omntrix een upgrade krijgen zoals het ontsluiten van een extra alienvorm, de drager in staat stellen langer dan 10 minuten (soms zelfs permanent) in een bepaalde vorm te blijven en zelfs zonder eerst terug te veranderen naar normaal van de ene naar de andere alien te veranderen. Die laatste optie staat bekend als de master code.
De Omnitrix lijkt af en toe meer op een organisme dan een machine, en heeft een eigen wil. Zo kan hij zich verzetten tegen vijanden of tegen met geweld verwijderd worden van de pols van de drager. De Omnitrix beschermt zijn drager ook, en kan indien de drager in gevaar is opeens veel sneller weer herladen dan anders.
Het DNA in de Omnitrix komt van verschillende aliens in het universum. Voor een overzicht zie Lijst van Omnitrixruimtewezens.

## Spin-offs

### Films
Naar aanleiding van de animatieserie zijn twee films gemaakt.
- Ben 10: Secret of the Omnitrix: dit is een animatiefilm waarin Ben per ongeluk de Omnitrix op zelfvernietiging zet en de maker moet opsporen om dit te stoppen. Deze film werd uitgezonden op Cartoon Network op 10 augustus 2007. De film zal ook uitkomen op dvd.
- Ben 10: Race Against Time: een live-action versie van de serie. De film werd geregisseerd door Alex Winter.[4] Winters maakte bekend dat hij de film wilde maken zoals “X-Men”, een episch avontuur dat meer cinematisch dan cartoonachtig overkomt en kijkers van alle leeftijden zal aanspreken. Productie van de film was klaar in november 2007.

### Vervolgseries
Ben 10 werd opgevolgd door vier andere series:
- Ben 10: Alien Force, die zich 5 jaar na Ben 10 afspeelt.
- Ben 10: Ultimate Alien
- Ben 10: Omniverse
- Ben 10: Reboot

### Ben 10: Protector of Earth
Dit is het eerste Ben 10 videospel dat uit kwam in 2007.
het is uitgebracht voor Nintendo DS en PlayStation Portable.

## Dvd's
Sinds 5 augustus 2009 worden er in België & Nederland dvd's van Ben 10 uitgegeven.
- Seizoen 1, volumes 1 tot 3, bevat aflevering 01 tot 13. (Release: 05 augustus 2009)
- Seizoen 2, volumes 1 tot 3, bevat aflevering 14 tot 26. (Release: 10 februari 2010)
- Seizoen 3, volumes 1 tot 3, bevat aflevering 27 tot 39. (Release: 10 maart 2010)
- Seizoen 4, volumes 1 tot 3, bevat aflevering 40 tot 52. (Release: 07 april 2010)